# Beväpna dig med vingar
Beväpna dig med vingar är Joakim Thåströms sjunde soloalbum, utgivet 15 februari 2012 av Razzia/Sony.

## Låtlista
Text: Joakim Thåström. Musik: Joakim Thåström, förutom spår 1-4, 7 och 9 av Thåström och Per Hägglund.
1. "Beväpna dig med vingar" - 5:17
2. "Låt dom regna" - 5:02
3. "Smaken av dig" - 3:54
4. "Samarkanda" - 4:39
5. "St Ana katedral" - 5:10
6. "Dansbandssångaren" - 5:28
7. "Nere på Maskinisten" - 3:47
8. "Brunkebergstorg" - 3:57
9. "Sluta när jag vill"- 3:47

## Medverkande musiker
- Joakim Thåström - Sång, synth, skrot m.m.
- Ulf Ivarsson - Bas, synth, programmering, kör m.m.
- Niklas Hellberg - Piano
- Pelle Ossler - Gitarr, kör & fotstamp
- Mikael Nilzén - Synth
- Conny Nimmersjö - Gitarr, kör & fotstamp
- Anders Hernestam - Trummor
- Raymond King - Stråkar
- Ola Gustavsson - Akustisk gitarr
- Idde Schultz - Kör & röst
- Amanda Ooms - Röst på "Brunkebergstorg"
- Per Hägglund - Trumsynth på "Sluta när jag vill"

## Listplaceringar
| Lista (2012) | Topplacering |
| ------------ | ------------ |
| Danmark      | 33           |
| Norge        | 4            |
| Sverige      | 1            |

### Fotnoter
1. ↑  ”Svensk mediedatabas”. http://smdb.kb.se/catalog/id/002789492. Läst 13 mars 2012.
2. ↑  ”Hitparad”. Arkiverad från originalet den 1 november 2014. https://web.archive.org/web/20141101222009/http://danishcharts.com/showitem.asp?interpret=Th%E5str%F6m&titel=Bev%E4pna+dig+med+vingar&cat=a. Läst 13 mars 2012.
3. ↑  ”Hitparad”. http://norwegiancharts.com/showitem.asp?interpret=Th%E5str%F6m&titel=Bev%E4pna+dig+med+vingar&cat=a. Läst 13 mars 2012.
4. ↑  ”Hitparad”. http://swedishcharts.com/showitem.asp?interpret=Th%E5str%F6m&titel=Bev%E4pna+dig+med+vingar&cat=a. Läst 13 mars 2012.